# Amerika (canção)
Amerika é um single da banda alemã de Neue Deutsche Härte Rammstein, sendo o segundo do álbum Reise, Reise. Foi lançado no dia 13 de setembro de 2004.
A música trata da Americanização. O refrão é uma mistura de alemão com inglês: We're all living in Amerika, Amerika it's wunderbar, We're all living in Amerika, Amerika, Amerika ("Todos nós vivemos na América, America é maravilhosa, todos nós vivemos na América, América, América"). Alguns vêem a canção como antiamericanismo, outros, como antiglobalização. A banda afirma que é uma sátira da Colonização Coca-cola.
A canção menciona Coca-Cola, Papai Noel e Mickey Mouse.

## Vídeo
O vídeo mostra a banda na lua, vestindo trajes espaciais da era apollo. A banda joga Pinball, com imagens de outras culturas agindo como americanos estereotipados, alguns usando produtos americanos. Cenas intercaladas de uma tribo africana aparecem como um contraste cultural extremo.
O fim do vídeo mostra que a banda na verdade esteve em uma falsa Lua em um estúdio com uma equipe de filmagem, uma provável referência à teoria de conspiração do programa Apollo.  Till Lindemann está vestindo um traje espacial com o nome "Armstrong" - uma referência a Neil Armstrong.

## Performance ao vivo
Como em todas as músicas de Reise, Reise (com exceção de "Ohne dich"), "Amerika" estreou ao vivo em três shows consecutivos para membros do fã-clube da banda. Durante as apresentações ao vivo desta música, Flake é visto frequentemente andando em um Segway com canhões de confete disparando confetes vermelhos, brancos e azuis. Foi a última música do set principal da banda, e foi tocada em todos os shows da Ahoi Tour. Durante um show em Gotemburgo, na Suécia, em 30 de julho de 2005, o vocalista Till Lindemann sofreu uma lesão no joelho quando o tecladista Flake acidentalmente o atropelou com o Segway. Isso fez com que shows agendados na Ásia fossem cancelados.

## Faixas

### Versão alemã
| N.º            | Título                                                      | Duração |  |
| 1.             | "Amerika"                                                   | 3:41    |  |
| 2.             | "Amerika" (English Version)                                 | 3:42    |  |
| 3.             | "Amerika" (Digital Hardcore Mix por Alec Empire)            | 3:52    |  |
| 4.             | "Amerika" (Western-Remix por Olsen Involtini)               | 3:15    |  |
| 5.             | "Amerika" (Andy Panthem & Mat Diaz's Clubmix)               | 4:09    |  |
| 6.             | "Amerika" (Electro Guetto Remix por Bushido e Ilan)         | 4:33    |  |
| 7.             | "Amerika" (Jam & Spoon So Kann's Gehen Mix por Jam & Spoon) | 7:47    |  |
| 8.             | "Mein Herz brennt" (Orchesterlied V)                        | 5:36    |  |
| Duração total: | Duração total:                                              | 39:42   |  |

### Versão britânica
| N.º            | Título                                           | Duração |  |
| 1.             | "Amerika"                                        | 3:48    |  |
| 2.             | "Amerika" (Digital Hardcore Mix por Alec Empire) | 3:49    |  |
| 3.             | "Mein Herz brennt"                               | 4:39    |  |
| 4.             | "Ich will" (Orchesterlied VII)                   | 5:34    |  |
| Duração total: | Duração total:                                   | 17:50   |  |

### Versão britânica (disco vinil)
| N.º            | Título         | Duração |  |
| 1.             | "Amerika"      | 3:48    |  |
| 2.             | "Wilder wein"  | 5:42    |  |
| Duração total: | Duração total: | 9:30    |  |

### Versão britânica (DVD)
| N.º            | Título                                | Duração |  |
| 1.             | "Amerika" (Video)                     | 4:12    |  |
| 2.             | "Making of The Amerika Video" (Video) | 12:00   |  |
| 3.             | "Ich will" (Album Version - Audio)    | 3:49    |  |
| Duração total: | Duração total:                        | 20:01   |  |

## Desempenho nos Charts
| Paradas                                             | Posição |
| --------------------------------------------------- | ------- |
| Austrália (ARIA)                                    | 81      |
| Áustria (Ö3 Austria Top 75)                         | 3       |
| Bélgica (Ultratop 50 de Flandres)                   | 36      |
| Bélgica (Ultratip Bubbling Under da Valônia)        | 4       |
| Dinamarca (Hitlisten)                               | 2       |
| Finlândia (Suomen virallinen lista)                 | 10      |
| França (SNEP)                                       | 89      |
| O campo songid é OBRIGATÓRIO PARA PARADA ALEMÃ      | 2       |
| Países Baixos (Dutch Top 40)                        | 22      |
| Noruega (VG-lista)                                  | 13      |
| Suécia (Sverigetopplistan)                          | 21      |
| Suíça (Schweizer Hitparade)                         | 5       |
| Reino Unido - Singles (The Official Charts Company) | 38      |
| Estados Unidos - Mainstream Rock Songs (Billboard)  | 40      |

## Certificações
| País     | Certificação | Vendas  |
| -------- | ------------ | ------- |
| Alemanha | Ouro - BVMI  | 150.000 |